# 克氏連鰭䲁
克氏連鰭鳚（学名：Enchelyurus kraussii），又名黑蛙鳚、狗鰷，为條鰭魚綱鳚形目鳚科連鰭鳚屬下的一个种，分布於印度西太平洋區，從紅海到馬里亞納群島, 北至琉球群島, 南至大堡礁的南方海域，深度0至15公尺，本魚體延長，略側扁，間鰓蓋骨之腹後側有突起，向後超過上舌骨之後緣，頭頂無冠膜，鼻孔前無皮瓣，上下唇平滑，體深褐色，後半部黃色，背、臀鰭與尾鰭相連，背鰭硬棘7-8枚、背鰭軟條21-24枚、臀鰭硬棘2枚、臀鰭軟條20-22枚，體長可達4.5公分，成魚隱藏在礁石灘與臨海礁石上部的珊瑚與碎石之間，幼魚為浮游性，雌魚會產下附著性卵，雄魚會守護魚卵，生活習性不明。